# Xestia scopariae
Xestia scopariae là một loài bướm đêm trong họ Noctuidae.